# Anhimella conar
Anhimella conar là một loài bướm đêm trong họ Noctuidae.